# Roger Kahane
Roger Kahane (* 20. September 1932 in Bois-Colombes, Département Hauts-de-Seine; † 30. Juni 2013 in Ivry-sur-Seine, Département Val-de-Marne) war ein französischer Regisseur und Drehbuchautor, der zwischen den Jahren 1961 und 2004 in Frankreich bei über 35 Filmen, überwiegend für das Fernsehen produziert, Regie führte.

## Leben und Karriere
Roger Kahane wurde 1932 als Sohn des Universitätsprofessors Ernest Kahane geboren. Seine Filmkarriere begann er Mitte der 1950er Jahre als Regieassistent von Christian-Jaque und René Clair, ehe er 1961 mit Michel Galabru in der Hauptrolle seinen ersten Fernsehfilm Le mariage inszenierte. In den 1960er Jahren führte er bei einigen Fernsehfilmen und Episoden von Fernsehserien Regie, bevor er 1970 mit Sortie de secours seinen ersten Kinofilm realisierte. Noch im selben Jahr arbeitete er mit den Schauspielern Alain Delon und Mireille Darc an der Romanze Madly, die international sein größter Erfolg wurde.
In den 1970er und 1980er Jahren inszenierte er zahlreiche Fernsehfilme, bevor er 1998 mit dem Drama Je suis vivante et je vous aime auf die große Leinwand zurückkehrte.
2004 zog sich Kahane schließlich aus dem Filmgeschäft zurück. Er starb am 30. Juni 2013 im Alter von 80 Jahren. Sein älterer Bruder war der Mathematiker Jean-Pierre Kahane (1926–2017).

## Auszeichnungen
- Prix de la Critique TV für Jeanne au bûcher
- Prix du film historique TV für Le Serment
- Prix du Public in Cannes für Je suis vivante et je vous aime

## Filmografie (Auswahl)
- 1970: Sortie de secours
- 1970: Madly
- 1998: Je suis vivante et je vous aime